# Bubsheim
Bubsheim là một xã trong huyện Tuttlingen trong bang Baden-Württemberg thuộc nước Đức.